# Pouilly-en-Auxois
Pouilly-en-Auxois település Franciaországban, Côte-d’Or megyében. Lakosainak száma 1554 fő (2022. január 1.). Pouilly-en-Auxois Bellenot-sous-Pouilly, Civry-en-Montagne, Créancey, Meilly-sur-Rouvres és Thoisy-le-Désert községekkel határos.

## Története
Pouilly eredetileg magaslaton épült, de a 16. századtól kezdve, amikor a burgundi hercegek által épített falak és várak elvesztették katonai hatékonyságukat, fokozatosan a völgyben épült újjá.
A Nemzeti Konvent forradalmi időszakában (1792-1795) a község a Pouilly, majd Pouilly-en-Montagne rövidített néven volt ismert.
A községben 1891-től 1953-ig működött vasútállomás az Êpinac-les-mines és Pouillenay közötti vonalon.
1969-ben Pierre Bordereau polgármester és Georges Pompidou elnök felavatta az A6-os autópálya Avallon-Pouilly szakaszát.
2015 februárjától a várost választották a hatvan-nyolcvan menedékkérő befogadóközpont állandó helyszínéül, kezdetben a „calais-i dzsungelből”, majd megnyitották a menedékkérő családok előtt.

## Népesség
A település népességének változása:
| Lakosok száma | 1136 | 1396 | 1372 | 1447 | 1513 | 1457 | 1481 | 1537 | 1537 | 1554 |
|               | 1968 | 1982 | 1990 | 2006 | 2013 | 2015 | 2017 | 2019 | 2020 | 2022 |